# Lars Ahlfors
Lars Valerian Ahlfors (ur. 18 kwietnia 1907 w Helsinkach, zm. 11 października 1996 w Pittsfield) – amerykański matematyk pochodzenia fińskiego.

## Życiorys
Studiował na Uniwersytecie Helsińskim, gdzie w 1932 obronił doktorat. Był profesorem macierzystego uniwersytetu, a także 
Zuryskiego, Harvarda i Politechniki Federalnej w Zurychu. Członek m.in. Narodowej Akademii Nauk w Waszyngtonie.
W 1936 otrzymał Medal Fieldsa za prace z teorii funkcji zespolonych. W 1981 został wyróżniony Nagrodą Wolfa z dziedziny matematyki.